# Станишови
Станишови (хрв. Stanišovi, итал. Stanissovi) су насељено место у општини Раша, Истарска жупанија, Хрватска.

## Историја
До територијалне реорганизације у Хрватској били су у саставу старе општине Лабин.

## Становништво
У попису становништва из 2011. године, Станишови су имали 38 становника.
| Број становника према пописима | Број становника према пописима | Број становника према пописима | Број становника према пописима | Број становника према пописима | Број становника према пописима | Број становника према пописима | Број становника према пописима | Број становника према пописима | Број становника према пописима | Број становника према пописима | Број становника према пописима | Број становника према пописима | Број становника према пописима | Број становника према пописима | Број становника према пописима |
| ------------------------------ | ------------------------------ | ------------------------------ | ------------------------------ | ------------------------------ | ------------------------------ | ------------------------------ | ------------------------------ | ------------------------------ | ------------------------------ | ------------------------------ | ------------------------------ | ------------------------------ | ------------------------------ | ------------------------------ | ------------------------------ |
| 1857                           | 1869                           | 1880                           | 1890                           | 1900                           | 1910                           | 1921                           | 1931                           | 1948                           | 1953                           | 1961                           | 1971                           | 1981                           | 1991                           | 2001                           | 2011                           |
| 492                            | 528                            | 118                            | 112                            | 114                            | 158                            | 0                              | 0                              | 193                            | 154                            | 127                            | 82                             | 56                             | 55                             | 49                             | 38                             |

Напомена: Године 1921. и 1931. подаци су садржани у насељу Свети Ловреч Лабински. Године 1857. и 1869. садржи податке за насеља Свети Ловреч Лабински и Вишковићи, а 1857, 1869, 1880. и 1910. године садржи део података за село Тргетари. Године 1880. исказивано под именом Влачићи.